# 李德 (1921年)
李德（1921年10月7日—2010年11月7日），本名李立德，出生於中國江蘇省，1948年移居台灣，台灣戰後時期油畫家與美術教育家。

## 生平
李德1921年10月7日出生於中國江蘇省常熟縣。受其愛好戲劇、文學的舅舅影響，李德自幼喜愛音樂、美術。1945年畢業於重慶大學商科。1948年李德搭船至臺灣協助開拓大江洋菜臺灣分公司:12。1954年9月，李德跟隨臺灣省立師範學院（今國立臺灣師範大學）藝術系教授馬白水學習水彩、到處寫生，同時開始翻閱畫冊、研讀西洋美術史，也因此進一步的想學習油畫。
1956年四、五月，李德在省立博物館（現台博館）參觀第五屆「臺灣全省教員美術展覽會」時，見到陳德旺的油畫作品〈三朵花〉，非常喜愛，因而跟隨陳德旺學習八年（1956年-1964年）。李德自始至終都未進入藝術科班，他以看展、寫生、上畫塾補習的學習模式，開啟自身的教育之路:145-153。
1962年李氏在其居住的平房上再加蓋木樓，日後將其命名為「一廬」:22。同年，任教於復興美工（1962年-1964年），並在國立歷史博物館教授素描、繪畫（1962年-1989年）。隔年（1963年）省展參展作品〈石楠花〉獲得特選，並在「一廬」開始招收學生，生活形態在此階段逐漸定型：作畫、展畫、教畫:21-22。1966年與「一廬」門人，成立「純一畫會」，同年推出「純一畫展」，共舉辦五屆。而在1960年李德曾與龐曾瀛、張道林、劉煜等人成立「集象畫會」，並在1961年舉辦第一屆「集象畫展」，並接續在1962年、1963年、1966年總共舉行四屆。:158-159
李德作畫之餘，仍心繫美術教育，先後任教於復興美術工藝職業學校（今復興高級商工職業學校）、臺灣藝術專科學校（今國立台灣藝術大學）、文化大學、中原大學和政戰學校（今國防大學政治作戰學院），並兼任歷屆省展、國家文藝獎評審。1971年李德更與劉其偉（1912年-2002年）等多位畫友籌辦「中國藝術學苑」，提供市民習畫園地。1973年李氏榮獲中華民國畫學會油畫類金爵獎，同年出版〈李德畫集〉、〈李德素描〉兩冊。:158-159
李德於2010年逝世，享年90歲。逝世前一年（2009年）李氏還由學生陪同前往法國塞尚寫生地點聖維克多山作畫:156-157。時至2011年，臺北市立美術館舉行「空間與情意的纏鬥：李德」紀念展，首次在臺灣以展覽完整呈現李德的一生。